# Alone in the Dark 2
Alone in the Dark 2 — компьютерная игра, сиквел первой части серии Alone in the Dark. Была выпущена для DOS, PlayStation, Sega Saturn и 3DO. В отличие от первой части, действие которой происходило в сельской местности, действие второй разворачивается рядом с океаном. В графическом плане игра мало отличается от первой части, в игре также были использованы статические камеры, полигональные враги и рисованные задники. Игра завоевала множество наград.

## Сюжет

Скриншот из игры

Действия игры разворачиваются в Рождество 1924 года, спустя три месяца после событий первой части. Эдвард Карнби, получивший репутацию специалиста по паранормальным явлениям, со своим партнёром Тедом Страйкером открывает агентство по расследованию дел, связанных с паранормальными явлениями. Одно из таких дел — похищение молодой Грейс Сэндерс. Улики ведут к старому особняку под названием «Адская кухня», бывшим во владении у криминального босса. Партнёр Эдварда Тед при расследовании дела пропадает в особняке. Взявшись за дело, Эдвард выясняет, что Тед убит.
Исследуя особняк, Карнби узнаёт, что его обитатели одержимы духами пиратов, продавших свои души в обмен на бессмертие. Пробираясь всё глубже и глубже, он находит пиратский корабль, спрятанный под утёсом, на котором построен особняк, и обнаруживает источник бессмертия пиратов и спасает Грейс.

## Игровой процесс
Игровой процесс второй части довольно сильно отличается от первой. Головоломок стало намного меньше, а перестрелок намного больше. В отличие от первой части, в которой противниками выступали представители потусторонних сил, во второй части присутствуют обычные люди, пусть и одержимые злыми духами, но при этом вооружённые обычным оружием: револьверами, дробовиками, автоматами. Игровой мир стал значительно больше и охватывает не только сам особняк, но и сад вокруг него и пещеры под ним, хотя их исследование стало более линейным.
Большую часть игры игрок управляет Эдвардом Карнби, одним из протагонистов первой части, но в игре также есть места, где необходимо управлять похищенной девочкой Грейс Сэндерс, которая не умеет сражаться, из-за чего игрок вынужден прятаться от врагов и прокрадываться мимо них незаметно.